# Kerstin Günther
Kerstin Günther (1967) német gazdasági ügyvezető igazgató. 1991 óta töltött be vezetői pozíciókat a Deutsche Telecom Csoportban, ahol 2012 márciusában kinevezték a Technology Europe vezető alelnökévé. 2013 áprilisa óta a Magyar Telekom, a Deutsche Telekom leányvállalatának elnöke is.

## Tanulmányok
Kerstin Günther Kelet-Németországban született és nevelkedett. A lengyelországi, Wrocławi Műszaki Egyetemen elektronikát tanult, majd 1991-ben ott végzett. Abban az időben a hallgatóknak csak körülbelül 10 százaléka volt nő. Tanulmányait a Weatherhead School of Managementben folytatta Clevelandben, Ohioban, ahol 1999-ben pénzügyi MBA diplomát szerzett.

## Életpályája
Günther 1992-ben csatlakozott az akkori Deutsche Bundesposthoz, ahol a telekommunikációban dolgozott. A Deutsche Telekom 1995-ös privatizációja után vezetési feladatokat vállalt Magyarországon, nagykereskedelemi alelnökként és Szlovákiában, stratégiai- és külügyügyekért felelős alelnökként. Összesen 12 évet töltött ezekben a beosztásokban. 2004-ben ő lett az első nő a társaságnál, aki vezetőposztot tölthetett be. Visszatért Hessenbe, Németországba, ahol mintegy 3000 mérnök alkalmazottat irányított a vállalat műszaki és számítógépes műveleteinek területén. Vezetői pozíciókat töltött be a T-Home Technikai Infrastruktúra Irodájában is.
2012 márciusa óta Günther a Technology Europe alelnöke, 12 országban a technológiáért és az informatikáért, valamint a páneurópai projekért felelős. A 2014. novemberi Die Welt cikkben kijelentette, hogy ezekben az országokban „alig van a 20 000 alkalmazottért felelős igazgatósági szint alatt” [5]. A 2014. júniusi Der Tagesspiegel cikk arról számolt be, hogy szerződését 2022-re meghosszabbították.
Günther humorosan írta le az európai távközlési ipart, úgy, "mint egy egészséges szendvics központját, amelyet állandó külső nyomás alatt tart a piac vagy a domináns informatikai cégek, úgy mint például a Google, az Apple vagy az Amazon". Amikor a Deutsche Telekom 2014 februárjában digitális megállapodást kötött a magyar kormánnyal, a szövetséget "az egészséges saláta védelmére szolgáló szendvicshez" hasonlította.
Günther anyanyelvén kívül folyékonyan beszél lengyelül és angolul, valamint társalgási szinten oroszul és magyarul is.

## Fordítás
- Ez a szócikk részben vagy egészben  a   Kerstin Günther című angol Wikipédia-szócikk ezen változatának fordításán alapul.  Az eredeti cikk szerkesztőit annak laptörténete sorolja fel. Ez a jelzés csupán a megfogalmazás eredetét és a szerzői jogokat jelzi, nem szolgál a cikkben szereplő információk forrásmegjelöléseként.